# Redondoviridae
Los redondovirus (miembros de Redondoviridae ) son una familia de virus de ADN asociados a humanos. Su nombre deriva de la estructura circular inferida del genoma viral. Los redondovirus han sido identificados en estudios basados en la secuencia de ADN de muestras de seres humanos, principalmente muestras de la cavidad oral y de las vías respiratorias superiores.

## Virología

### Taxonomía
El Comité Internacional de Taxonomía de Virus (ICTV) ha asignado los redondovirus a una nueva familia, los Redondovirus.

### Clasificación
La familia Redondoviridae se divide en dos especies, Brisavirus y Vientovirus. Los nombres derivan de las palabras para brisa y viento en español ("brisa" y "viento"), denotando la asociación con las vías respiratorias humanas. Se han propuesto múltiples cepas sobre la base de la estructura del genoma viral.
Los redondovirus son miembros del grupo de los virus de ADN de cadena simple con contenido circular (CRESS).
- Filo: Cressdnaviricota [8][9]
- Clase: Arfiviricetes [8] ( Ar de arginina; fi de dedo; describe una característica de la proteína Rep conservada entre los virus de esta clase)
- Orden: Recrevirales [8] ( Re de redondovirus; cre de CRESS)

### Genoma
El genoma del redondovirus es circular y, por analogía con otros virus CRESS, es probable que sea monocatenario. Los genomas varían en tamaño desde aproximadamente 3,0 a 3,1 kilobases. El genoma codifica tres proteínas inferidas:

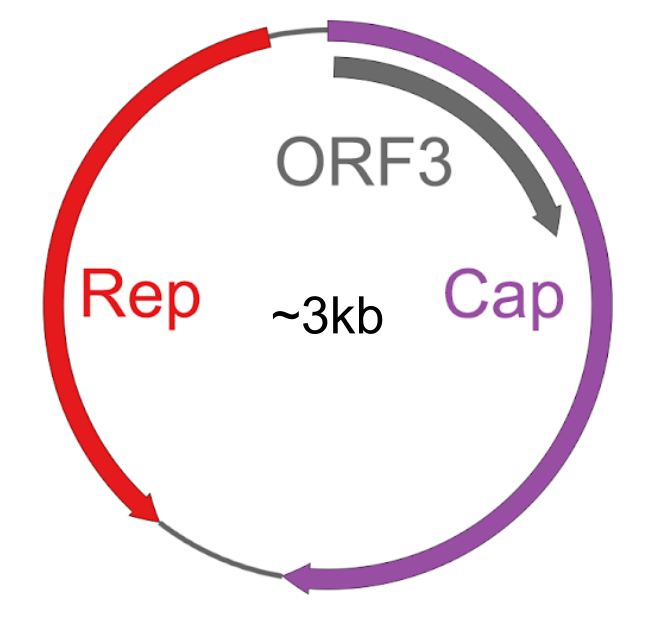
Mapa del genoma de Redondoviridae

- Una proteína Rep que probablemente inicia la replicación del ADN en círculo rodante.
- Una proteína Cap que probablemente se autoensambla para producir partículas icosaédricas.
- Una proteína ORF3 de función desconocida. El ORF3 está codificado en su totalidad dentro de la región codificadora de Cap en un marco de lectura diferente.

## Epidemiología

### Distribución
Los genomas de los redondovirus se han notificado principalmente a partir de muestras humanas estudiadas mediante la secuenciación del ADN metagenómico. Se han encontrado principalmente en muestras orales y de las vías respiratorias.

### Asociaciones de enfermedades
Se desconoce si los redondovirus causan enfermedades en humanos. Algunos virus CRESS son patógenos conocidos, como el circovirus porcino tipo 2
Los redondovirus se han asociado a la periodontitis. En un estudio, los niveles disminuyeron con el éxito del tratamiento. También se ha descubierto que la abundancia de genomas de redondovirus es elevada en algunos pacientes de unidades de cuidados intensivos. En la actualidad, la base de estas asociaciones de enfermedades no está clara